# Museo storico navale
Das Museo storico navale in Venedig ist ein Marinemuseum der italienischen Marine. Es liegt am Campo San Biagio in der Nähe des Arsenals.

## Ausstellung
Das Museum dokumentiert die Geschichte der Seefahrt im Allgemeinen und die der Seestreitkräfte der Republik Venedig und Italiens im Besonderen. Auf fünf Etagen werden in 42 Ausstellungssälen auf einer Fläche von rund 4000 Quadratmetern zahlreiche Schiffsmodelle, Rekonstruktionen, Waffen, Uniformen, Flaggen, Seekarten und sonstige Erinnerungsstücke dargestellt. Im obersten Stockwerk befindet sich unter anderem ein Ausstellungsbereich, der der Schwedischen Marine gewidmet ist. Im ehemaligen Arsenal befindet sich der Padiglione delle Navi, eine große Sammlung originaler Fahrzeuge und Großgeräte (Gondeln, Frachtfahrzeuge, Sportboote). Von dort kann man einen guten Einblick in das Gelände des immer noch der Marine gehörenden Arsenals erhalten. Dazu gehört auch die Halle, in der das venezianische Staatsschiff Bucintoro untergebracht war. Zum Museum gehört außerdem die Kirche San Biagio, in der die sterblichen Überreste des venezianischen Admirals Angelo Emo aufbewahrt werden.
Für das Modell einer Galeere diente der archäologische Fund aus der Lagune von San Marco in Bocca Lama als Vorbild.

## Geschichte
Die Ursprünge des Museums liegen bei einer Sammlung von Schiffsmodellen, mit der Ende des 17. Jahrhunderts begonnen wurde (La Casa dei Modelli), sowie bei einer Waffensammlung, die sich einst im Dogenpalast befand (Sale dell’armar). Beide Sammlungen wurden im Zug der napoleonischen Besatzung im Dezember 1797 von den Franzosen geplündert. Was davon noch übrig blieb, fasste man später im Arsenal zusammen (Museo dell’Arsenale).
1919 beschloss der italienische Admiralstab die Einrichtung eines neuen Marinemuseums in Venedig, das wiederum in einem Gebäude im Arsenal untergebracht wurde. Auch die ehemalige Waffensammlung im Dogenpalast entstand wieder. Darüber hinaus entschied man sich für die Neugründung des marinetechnischen Museums in La Spezia (Museo tecnico navale), das zusammen mit dem Marinemuseum in Venedig die italienische Marinegeschichte offiziell repräsentiert. Die Gründung wurde noch im gleichen Jahr vollzogen.
Im Jahr 1964 bezog das Museum das jetzige Museumsgebäude am Campo San Biagio. Es handelt sich um einen ehemaligen Getreidespeicher, der zur Versorgung der venezianischen Galeerenflotte mit Brot und Schiffszwieback gedient hatte.

## Ausstellungsstücke

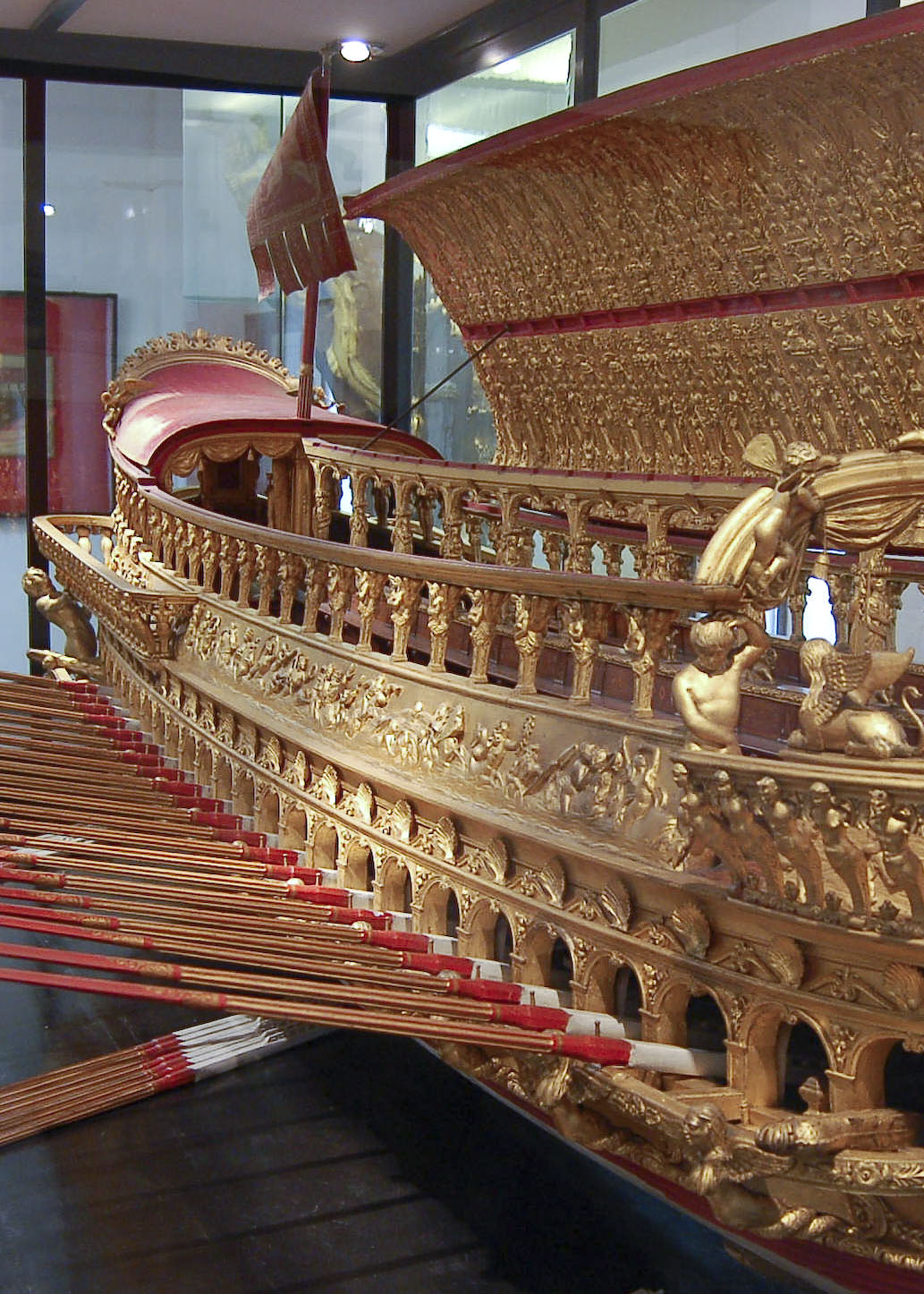
Modell des Staatsschiffs Bucintoro
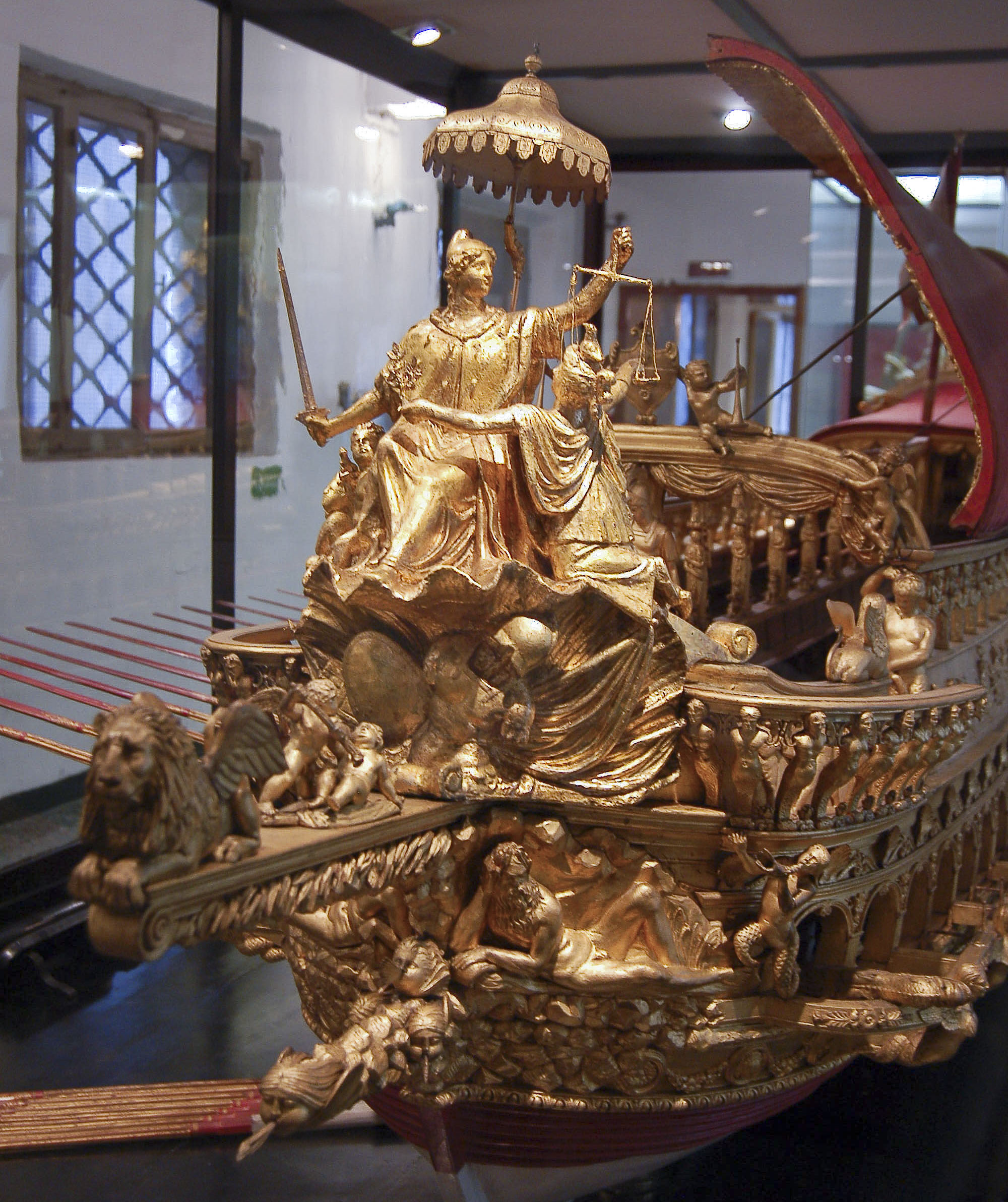
Bug des Bucintoro
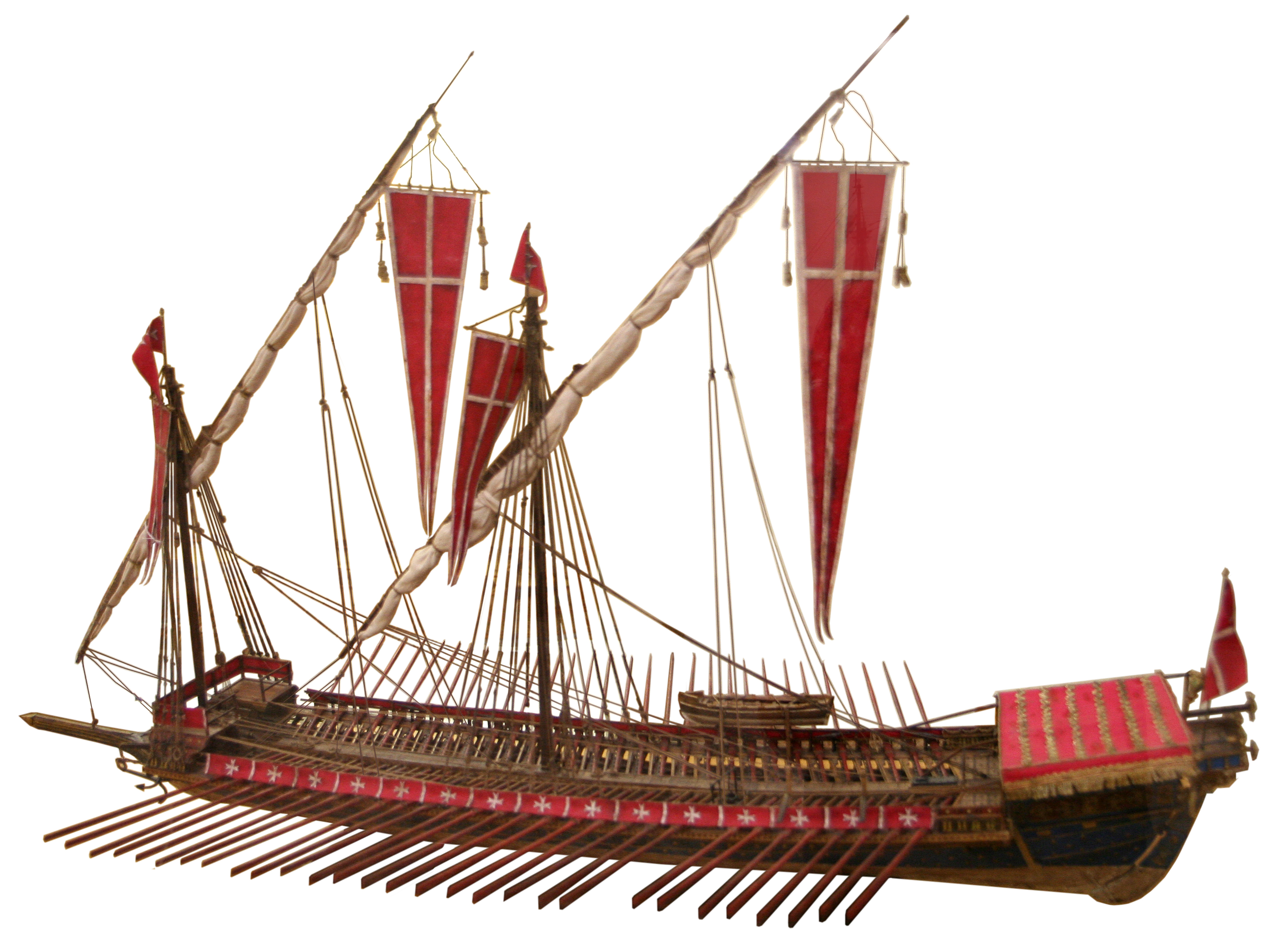
Modell einer Galeere des Malteserordens
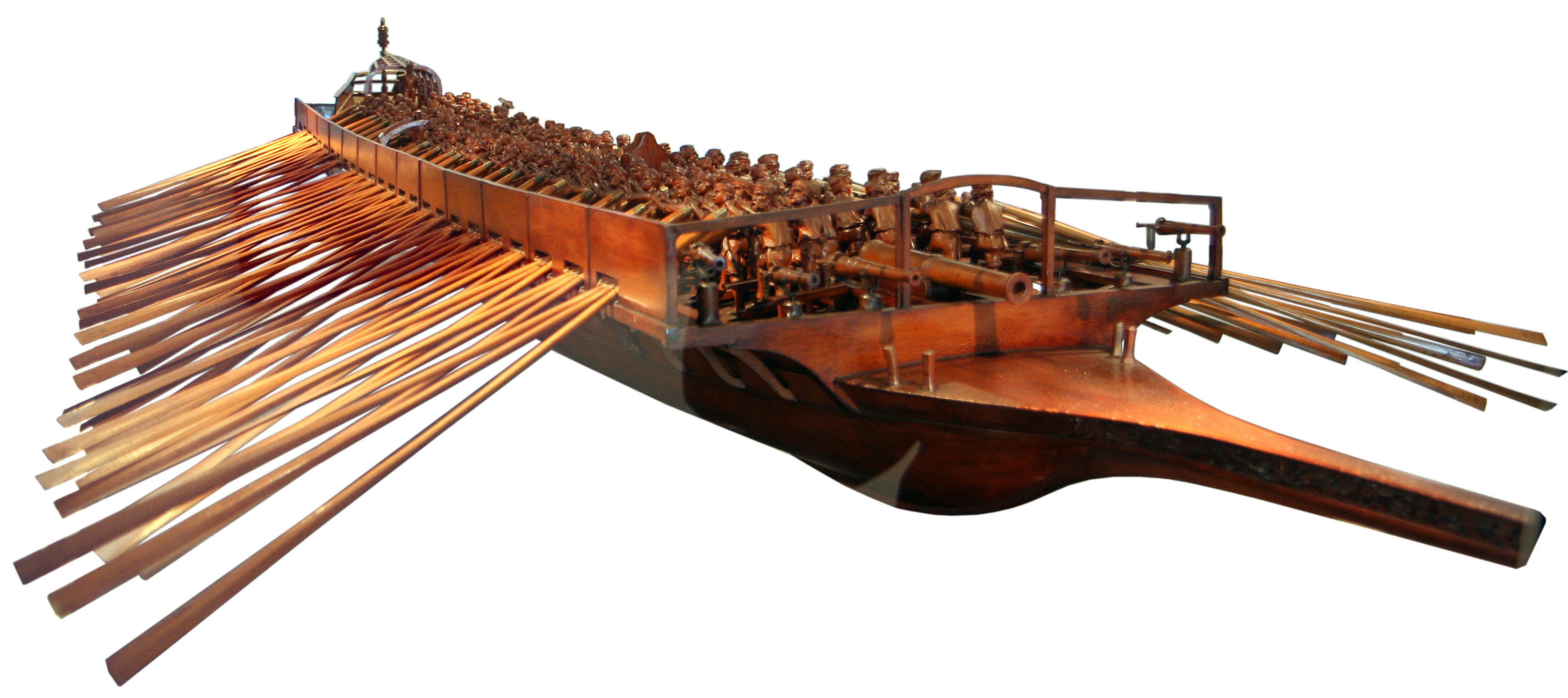
„Galea sottile“, eine Galeere mit einem Mann pro Riemen
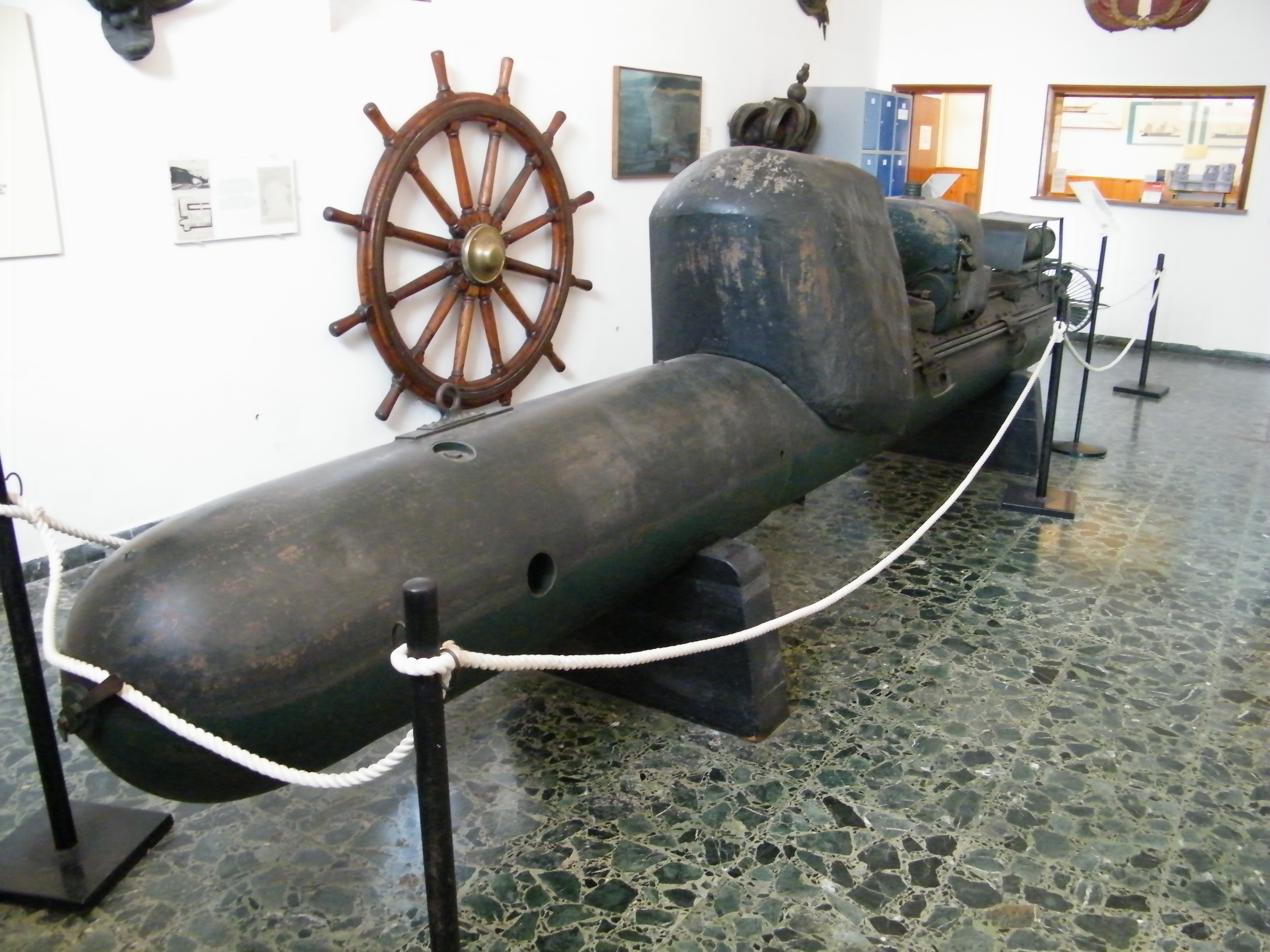
Bemannter Torpedo vom Typ SLC am Eingang des Museums
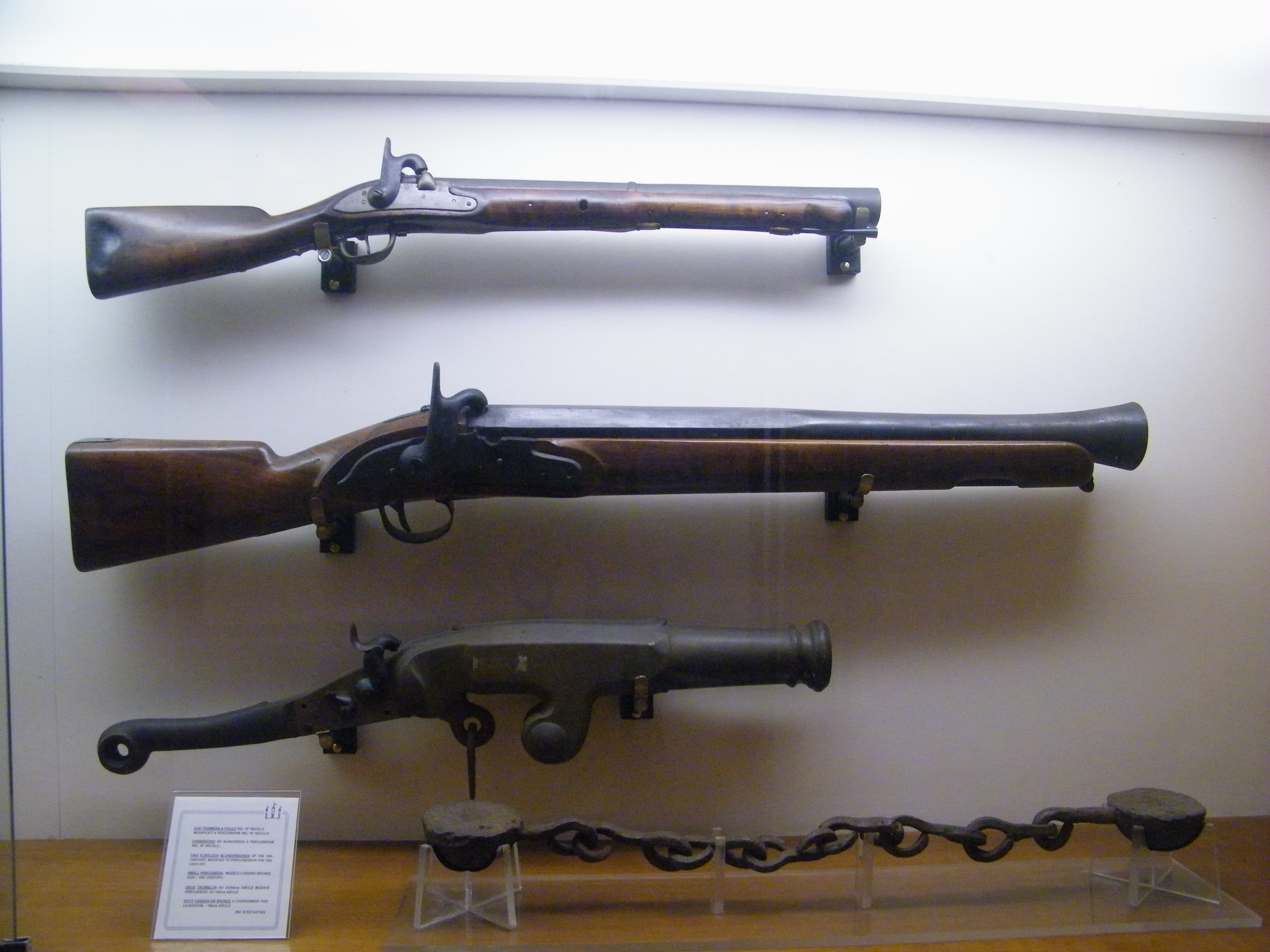
Sogenannte Relingsbüchsen und unten eine Kettenkugel
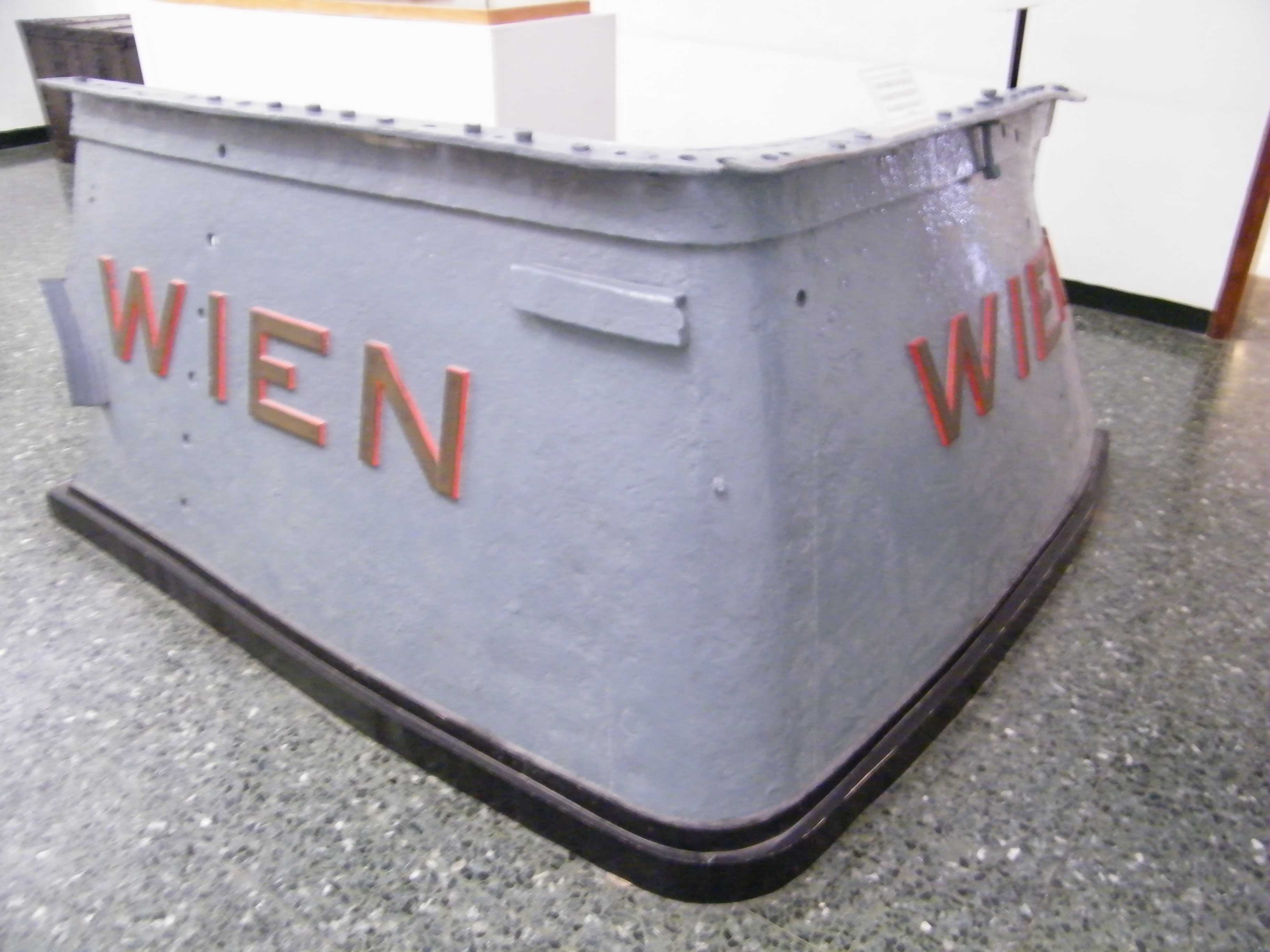
Fragment des Panzerschiffs Wien der österreichischen Marine
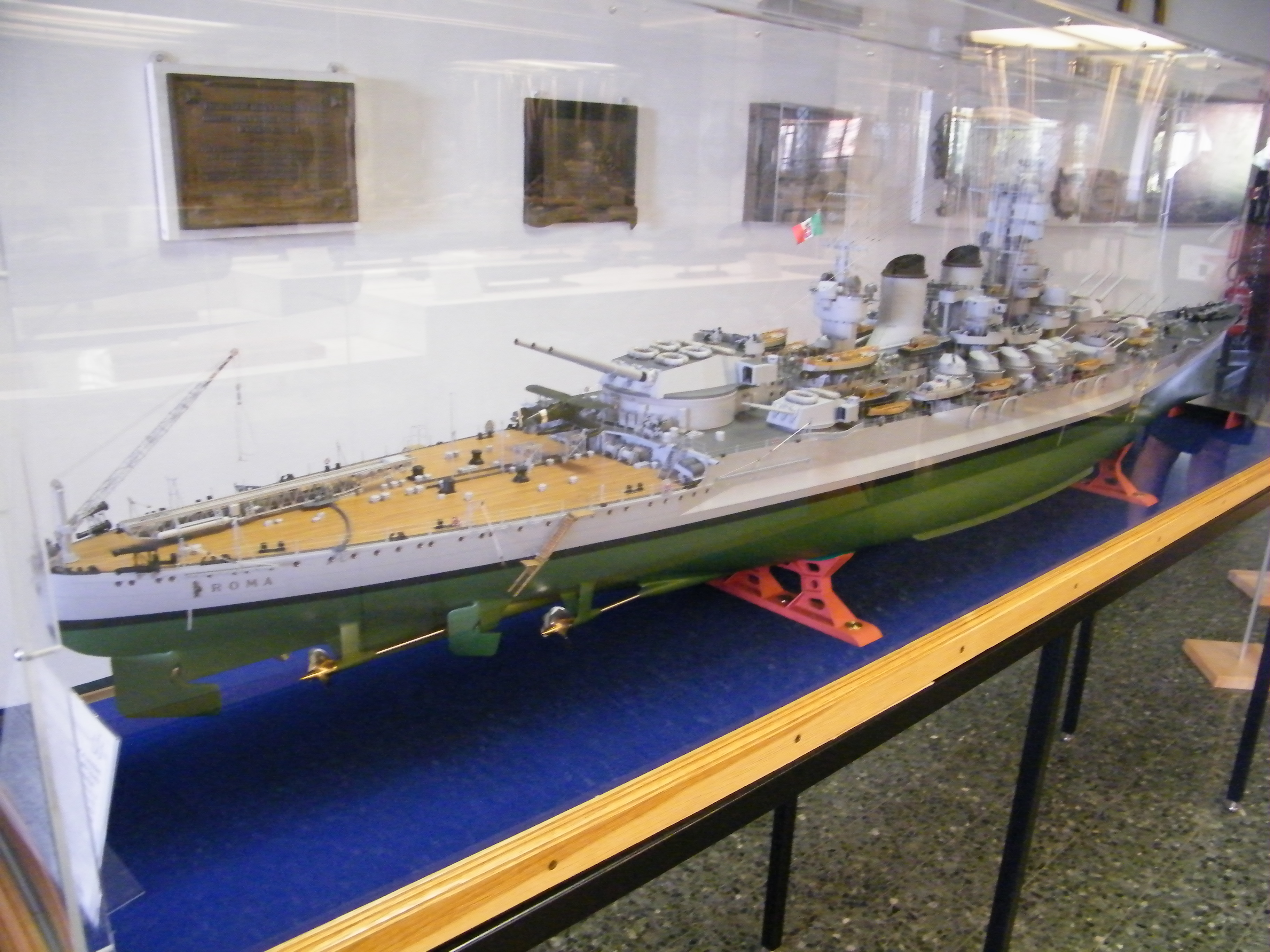
Modell des italienischen Schlachtschiffs Roma
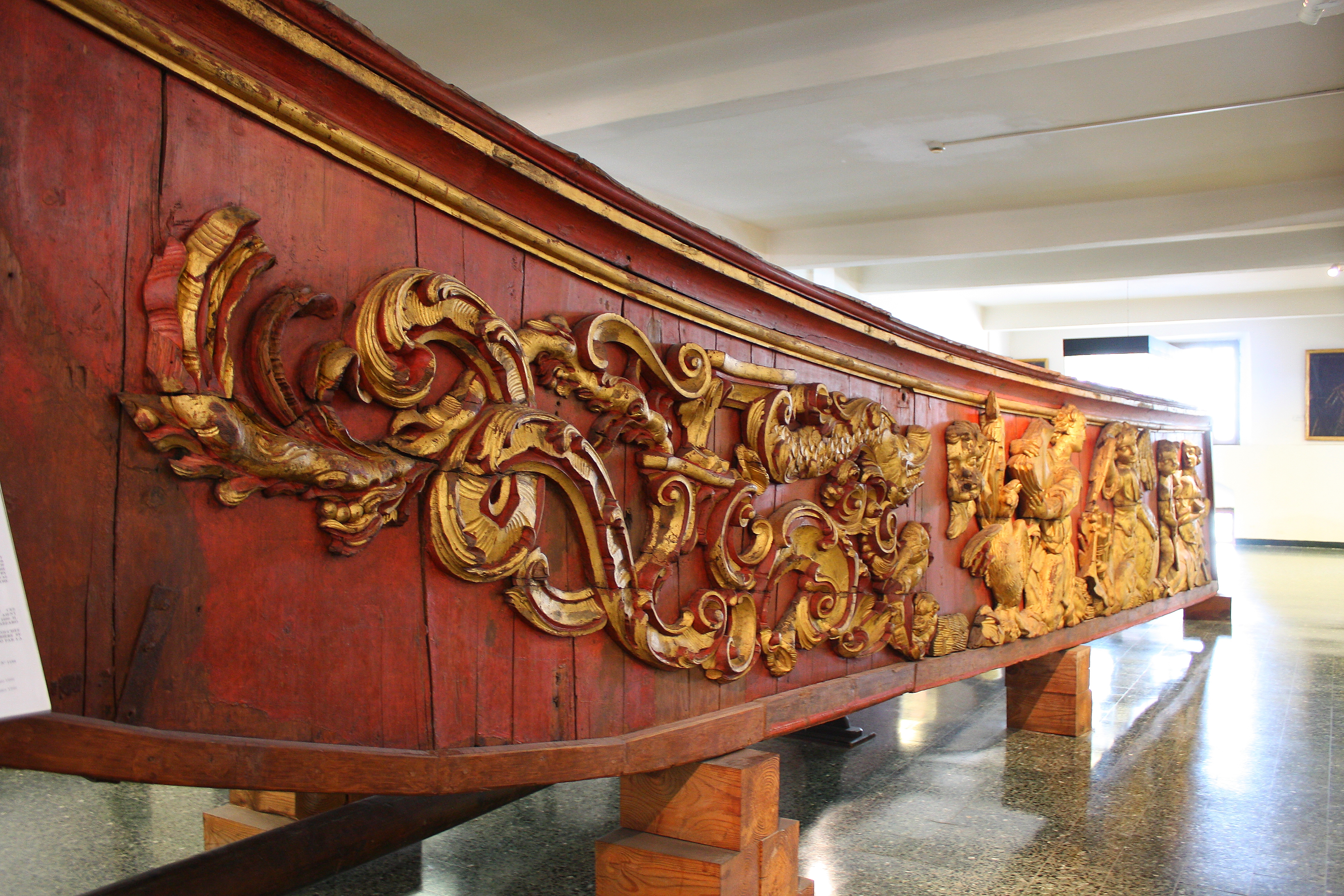
Originalfragment einer Galeere